# Ерастов, Александр Николаевич
Александр Николаевич Ерастов (29 апреля 1954, Коломна, Московская область) — советский и российский футболист, полузащитник, российский футбольный тренер. Заслуженный тренер России.

## Биография
Воспитанник коломенского футбола. Значительную часть карьеры провёл в составе местной «Оки» в соревнованиях КФК. Неоднократный победитель и призёр чемпионата Московской области, победитель зонального турнира первенства КФК РСФСР (1988). В отдельные годы играл в соревнованиях мастеров во второй лиге за «Знамя труда» (Орехово-Зуево), «Пахтачи» (Гулистан), «Торпедо» (Кокчетав), «Сапфир» (Рязань). С 1989 года выступал в соревнованиях мастеров в составе «Оки». После распада СССР играл на профессиональном уровне за коломенские «Авангард» и «Оку» во второй и третьей лигах России. Завершил игровую карьеру в 41-летнем возрасте.
С середины 1990-х годов работал начальником команд и тренером в ряде клубов второго дивизиона России. В 2000 году возглавлял «Спартак» (Йошкар-Ола), а с сентября 2002 года до конца сезона тренировал ФК «Коломна», вылетевший в итоге из второго дивизиона.
В начале 2005 года стал главным тренером женского клуба «Рязань-ВДВ», возрождённого после годичного отсутствия. Команда заняла четвёртое место в высшем дивизионе, однако тренер покинул пост за несколько туров до конца сезона.
Позднее работал с профессиональными и любительскими клубами, а также со спортсменами-сурдлимпийцами.
В 2015 году назначен старшим тренером паралимпийской сборной России по футболу 5х5 среди слепых.
Окончил Московский областной педагогический институт.

## Личная жизнь
Сын Александр (род. 1983) тоже стал футболистом, сыграл два матча на профессиональном уровне за «Коломну», впоследствии — детский тренер.